# Nógrád
Nógrád là một thị trấn thuộc hạt Nógrád, Hungary. Thị trấn này có diện tích 29,54 km², dân số năm 2010 là 1566 người, mật độ 53 người/km².